# Ampliación de la Unión Europea de 2007

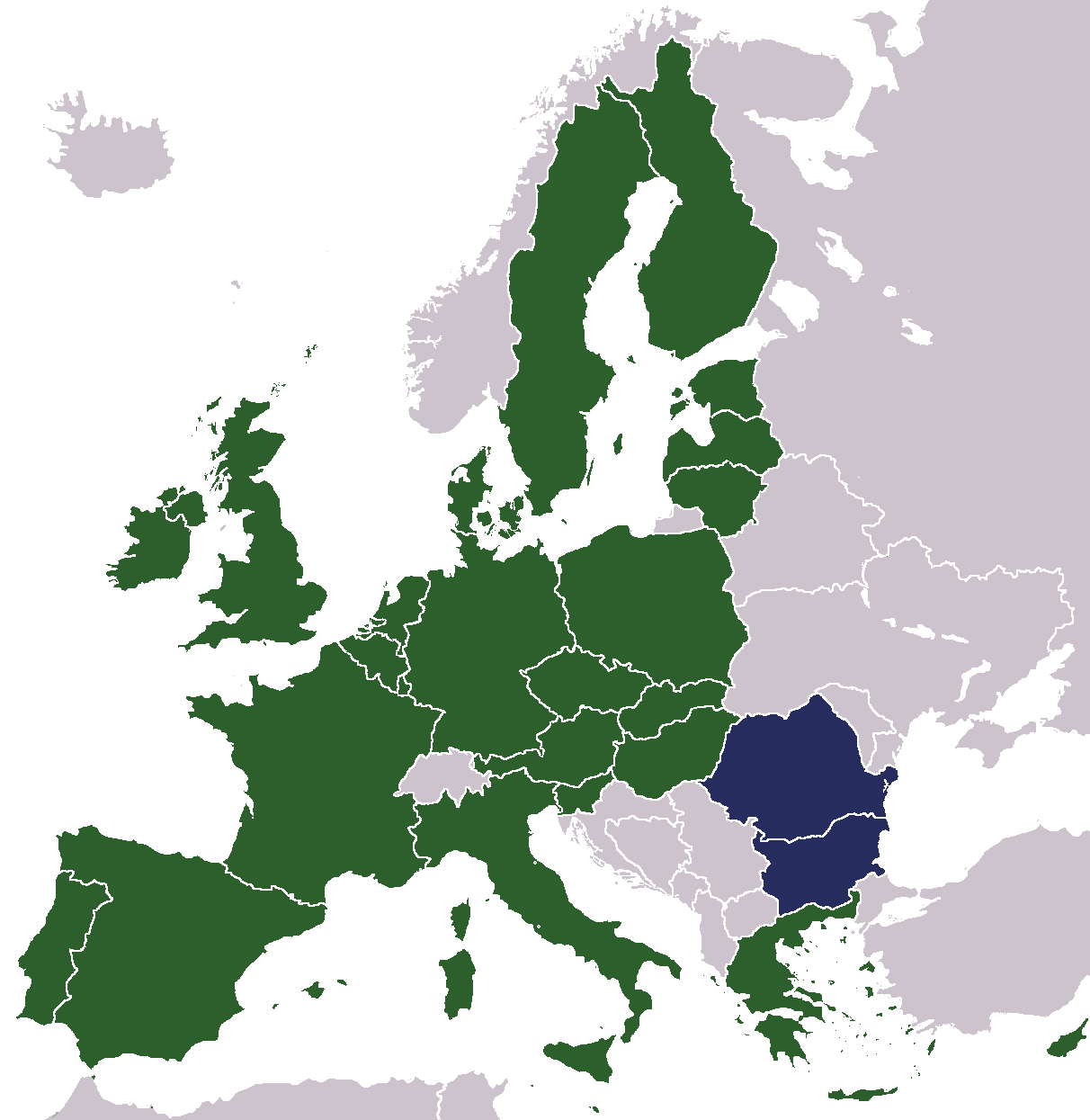
Verde: Estados miembros de la UE-25. Azul: estados que se unieron en 2007

La ampliación de la Unión Europea de 2007 consistió en la adhesión de Bulgaria y Rumanía a la Unión Europea y tuvo lugar oficialmente el 1 de enero de 2007. La Comisión Europea considera que esta expansión forma parte de la misma ola (la quinta) que la ampliación de 2004.

## Negociaciones
Rumanía fue el primer estado de la Europa poscomunista en establecer relaciones oficiales con la Comunidad Europea. Ya en 1974, un tratado había incluido a Rumanía en el Sistema Generalizado de Preferencias de la Comunidad. Todos los gobiernos rumanos desde la revolución rumana de 1989 han sido a favor de formar parte de la Unión Europea (UE), así como casi todos los partidos políticos del país. Rumania firmó su Acuerdo Europeo en 1993 y solicitó formalmente la adhesión a la UE en 1995. Rumanía fue el tercer estado de la Europa poscomunista en tomar este paso, después de Hungría y Polonia. Junto con la solicitud, Rumania presentó la Declaración de Snagov, firmada por los 14 principales partidos como muestra de su pleno apoyo a la adhesión a la UE.
Durante el 2000, Rumanía adoptó una serie de reformas en preparación para la entrada en la UE, incluyendo la consolidación de sus órganos democráticos, reforzamiento del estado de derecho, respeto a los derechos humanos, libertad de expresión y establecimiento de una economía de mercado operativa. El objetivo de adherirse a la UE también influyó las relaciones regionales de Rumanía; por ejemplo, el país exige visa a los ciudadanos de varios estados, incluyendo Rusia, Ucrania, Bielorrusia, Serbia, Montenegro, Turquía y Moldavia.
El 22 de junio de 2004 se celebró un Comité de Asociación dentro del marco de las negociaciones de integración entre los Estados miembros de la UE y Bulgaria. El Comité confirmó la progresión de Bulgaria en materia de preparativos para la adhesión, apuntando que el país debía continuar reformando sus estructuras judiciales y luchar con más contundencia contra la corrupción política, el crimen organizado y el tráfico de personas. Su informe también criticó la falta de progreso en la integración de la comunidad gitana de Bulgaria.
El Consejo Europeo del 17 de diciembre de 2004 confirmó la conclusión positiva de las negociaciones de adhesión con Bulgaria. El informe de control del 26 de septiembre de 2006 de la Comisión Europea volvió a confirmar la fecha de adhesión, indicando que no se impondrían restricciones ni a Bulgaria ni a Rumanía, pero que se vigilaría su progreso en determinados ámbitos: reforma judicial, eliminación de la corrupción y la lucha contra el crimen organizado.